# Lorkhānī
Lorkhānī (persiska: لرخانی) är en ort i Iran.   Den ligger i provinsen Kermanshah, i den nordvästra delen av landet, 400 km väster om huvudstaden Teheran. Lorkhānī ligger 1 724 meter över havet och antalet invånare är 179.
Terrängen runt Lorkhānī är huvudsakligen kuperad, men åt sydväst är den bergig. Terrängen runt Lorkhānī sluttar norrut. Runt Lorkhānī är det ganska tätbefolkat, med 56 invånare per kvadratkilometer. Närmaste större samhälle är Harsīn, 11,9 km sydväst om Lorkhānī. Trakten runt Lorkhānī består i huvudsak av gräsmarker.